# Владислав Мільчарек

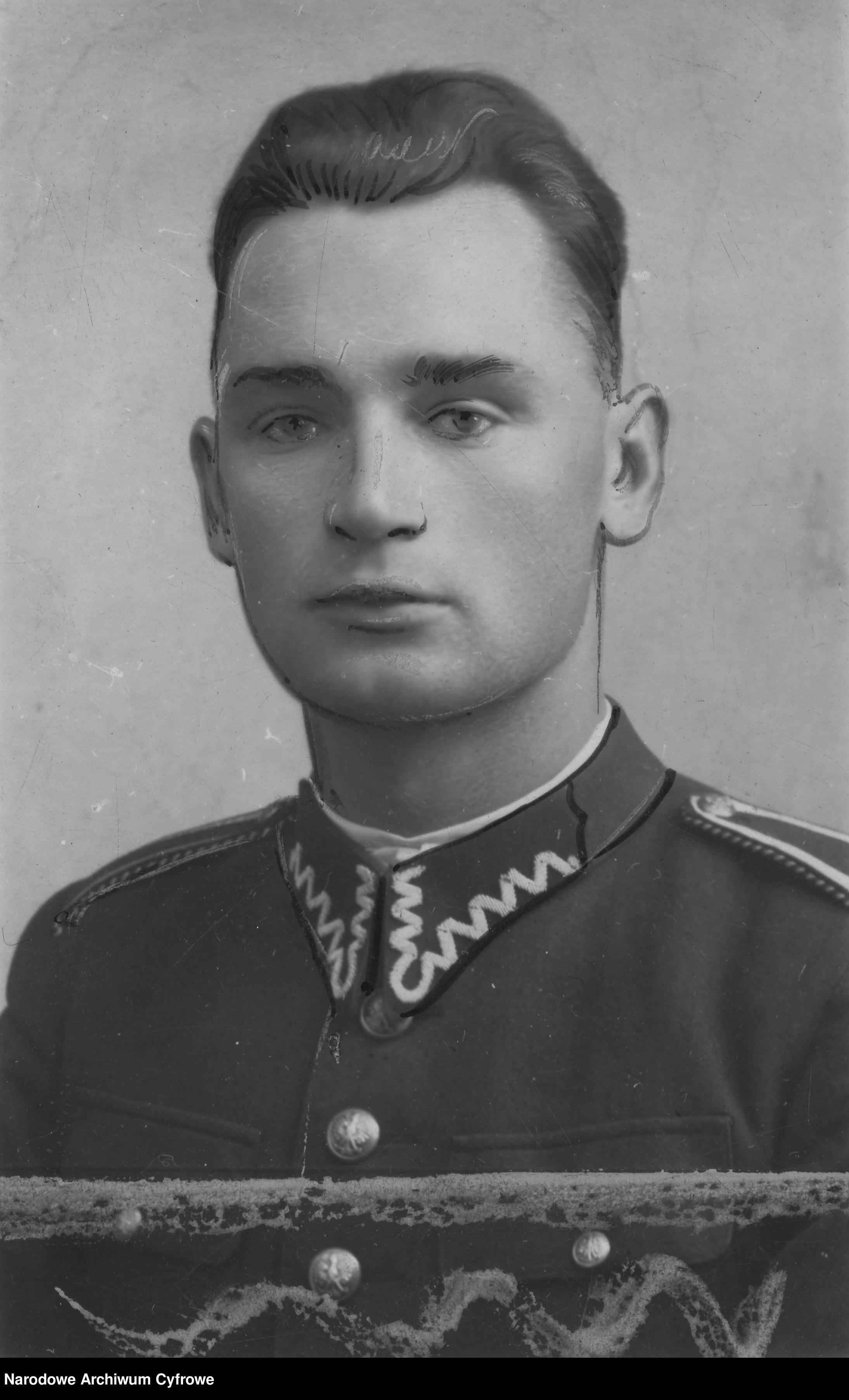
Владислав Мільчарек (1938)

Владислав Мільчарек (14 грудня 1916 , м. Рівне — 18 вересня 1993, Варшава ) — польський поет, прозаїк, журналіст, автор радіовистав.

## Життєпис
Вивчав економіку в приватній Школі політичних наук у Варшаві. Першу поетичну збірку «Вавилонська вежа» опубліковано в 1934 році. Учасник Польської кампанії. Потрапив у полон, був в'язнем табору в Остероде-ам-Гарц та Волденберг. Член поетичної групи «Волинь»   (засновник - Чеслав Янчарський) та таємного поетичного гуртка «Алея». До 1939 року опублікував ще дві поетичні книжки, з яких збереглася збірка «Ліризм Волині» 1937 року.
З 1945 року мешкав у Варшаві, де одружився та розпочав журналістську діяльність.
Був редактором газети «Жечпосполіта» та впродовж багатьох років редактором Польського радіо.

## Вибрані твори
- Прощання з фруктовим садом
- Буї Франка Куріати
- З країни чорного хліба
- Королева мати
- Краснегори[4]